# Notruftelefon

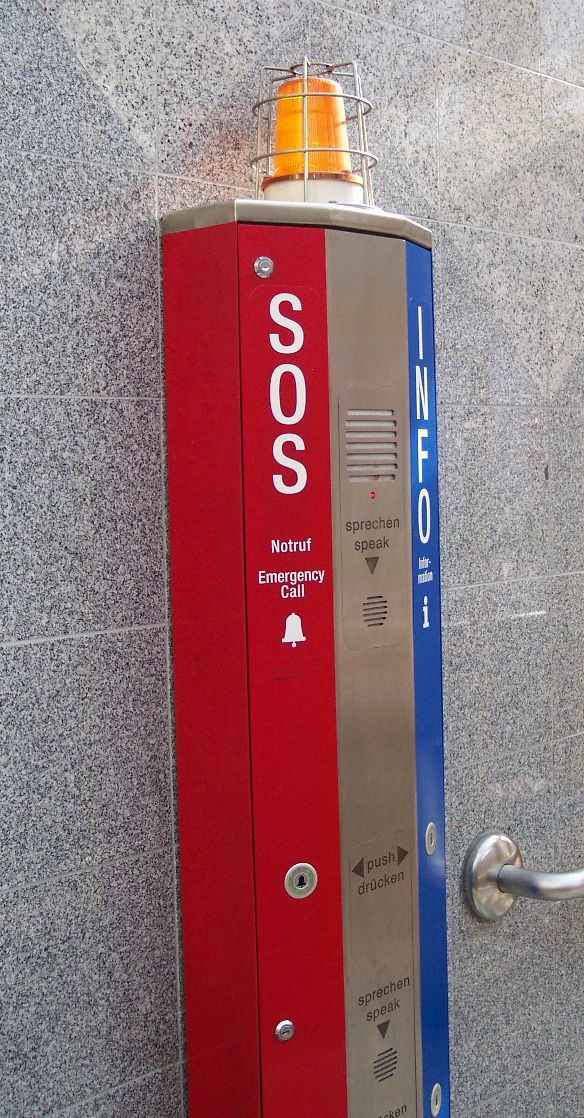
Notrufsäule in einer U-Bahn-Station

Als Notruftelefon (kurz NRT) bezeichnet man eine Fernsprecheinrichtung, die dazu dient, im Notfall eine telefonische Verbindung mit einer Rettungsleitstelle aufzunehmen und dort Hilfe anzufordern. Sie befinden sich in der Regel an zentralen öffentlichen Plätzen, in Grünanlagen und Parks sowie in regelmäßigen Abständen entlang von wichtigen Straßenverbindungen. Des Weiteren befinden sich Notruftelefone an Orten, an denen es häufiger zu Gefahrensituationen kommen kann (wie beispielsweise in Aufzügen, Tunneln oder an Badestränden).
Die Benutzung des Notruftelefons ist leicht verständlich und gebührenfrei. Um das Notruftelefon weithin deutlich sichtbar zu machen, erhält das Gehäuse eine auffällige Signalfarbe und einen entsprechenden Schriftzug (wie beispielsweise SOS oder Notruf). Die Farbgebung ist weltweit allerdings unterschiedlich ausgeprägt. Durch hinweisende Beschilderung (ggf. auch mit Entfernungsangabe) kann der Hilfesuchende das Notruftelefon schneller finden.
Dedizierte Notruftelefone können nur für Anrufe zu Rettungsleitstellen verwendet werden, doch sind Notruftelefone oft auch Teil herkömmlicher öffentlicher Fernsprechzellen. Bei in Deutschland errichteten Fernsprechzellen mit Notruffunktion ist hierfür ein spezieller Hebel vorhanden, mit dem gebührenfrei der Notruf gewählt werden kann. Bei deutschen Telefonzellen wird hierbei zwischen Polizeinotruf und Alarmierung der Feuerwehr unterschieden.
Mit dem Aufkommen des Mobilfunks und der breiten Verfügbarkeit von Mobiltelefonen hat die Bedeutung von Notruftelefonen abgenommen. Hohe Kosten aus Betrieb sowie Reparatur (meist aufgrund von Vandalismus) haben dazu geführt, dass die Verbreitung von Notruftelefonen rückläufig ist.
Eine Weiterentwicklung des Notruftelefons für Senioren oder behinderte Menschen wird als Hausnotruftelefon bezeichnet. Notruftelefone bieten in seltenen Fällen auch die Möglichkeit zur Telefonseelsorge. So befinden sich entsprechende Apparate beispielsweise an Brücken oder Klippen mit hoher Suizidrate.

## Geschichte in Deutschland

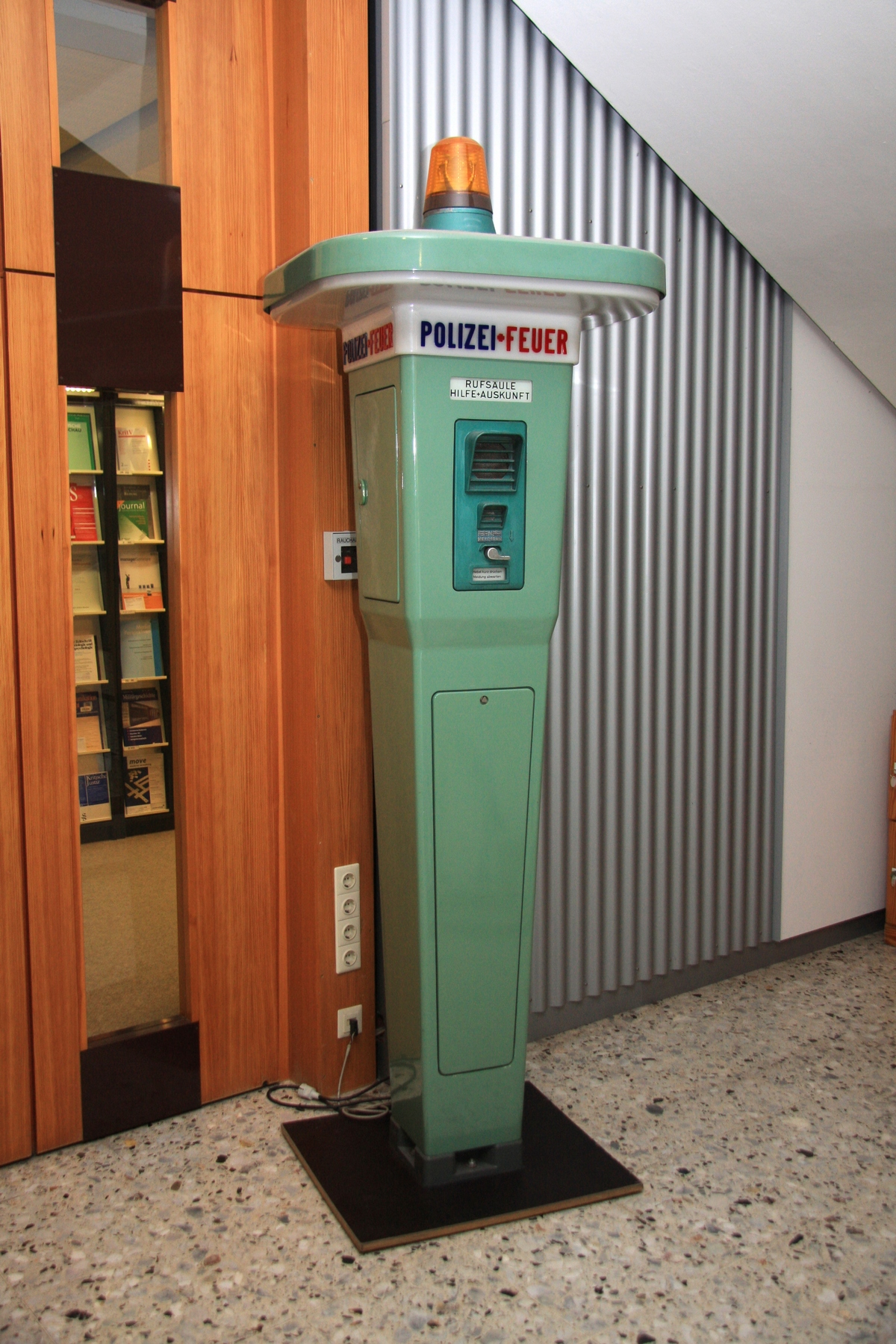
Historische Notrufsäule „eiserner Schutzmann“, ausgestellt an der Deutschen Hochschule der Polizei

In den Straßen Berlins wurden ab dem Jahr 1924 erstmals 30 Polizeistraßenmelder installiert. Polizeibeamte im Straßenaufsichtsdienst konnten mittels der ans Telefonnetz angeschlossenen Melder mit dem zuständigen Polizeirevier Kontakt aufnehmen. Dies diente beispielsweise der Anforderung von Unterstützung durch ein Überfallkommando, von denen in Berlin 18 in Bereitschaft standen. Auch das Revier konnte mittels einer Signalglocke den diensthabenden Beamten auf der Straße anrufen. Nach positiven Erfahrungen erließ das preußische Innenministerium 1926 die generelle Einrichtung dieser Anlage.
Als Weiterentwicklung derartiger Straßenmelder aus der Weimarer Republik wurde auf der Internationalen Polizeiausstellung in Essen im Jahr 1956 eine Notrufeinrichtung zur kostenlosen Alarmierung der Polizei durch die Bevölkerung vorgestellt. Dieser so genannte „eiserne Schutzmann“ erfuhr eine weite Verbreitung. So waren etwa in Nordrhein-Westfalen bis zu 3.000 der hellgrünen Säulen aufgestellt, lange, bevor ein einheitlicher, kostenloser Notruf etwa aus Telefonzellen möglich war. Der eiserne Schutzmann war etwa 2,20 Meter hoch und mit einer beleuchteten Schriftzeile „Polizei“ oder auch „POLIZEI + FEUER“ am Dach gekennzeichnet. Die Spitze der Säule bildete eine gelbe Rundumleuchte. Sie wurde aktiviert, wenn ein Bürger durch Betätigung eines Knebelschalters über eine Freisprecheinrichtung den Kontakt zur Polizei herstellte. Die Leitstelle konnte ihrerseits jede einzelne Rufsäule anrufen, woraufhin die Rundumleuchte Polizeibeamten vor Ort den Anruf signalisierte. Der „eiserne Schutzmann“ verrichtet heute noch vereinzelt seinen Dienst. Neuere Modelle sind aus Kunststoff gefertigt, haben rote statt hellgrüner Farbe, der Knebelschalter ist durch einen Druckknopf ersetzt und die Rundumleuchte fehlt.
Mit ähnlicher Fernmeldetechnik und Bedienung, aber in einem Kasten untergebracht, boten Polizei-Rufstellen vor nicht ständig besetzten Polizeidienststellen die Möglichkeit, Hilfe zu rufen.
1955 begann man mit dem Aufstellen von Notrufsäulen an deutschen Autobahnen. Zwischen 1999 und 2023 wurden die Notrufsäulen vom Notruf der Autoversicherer der GDV Dienstleistungs-GmbH (GDV DL) des Gesamtverbands der Deutschen Versicherungswirtschaft betreut.

Zeichen 360d: Fernsprecher (Notruf, alternative Darstellung)
Verkehrszeichen 360d: Fernsprecher (Notruf) ab 1971 im Einsatz
RWBA-Symbol: Notrufsäule ab 1992
Verkehrszeichen 365-51: Notrufsäule[3] ab 2006 und seit 2009
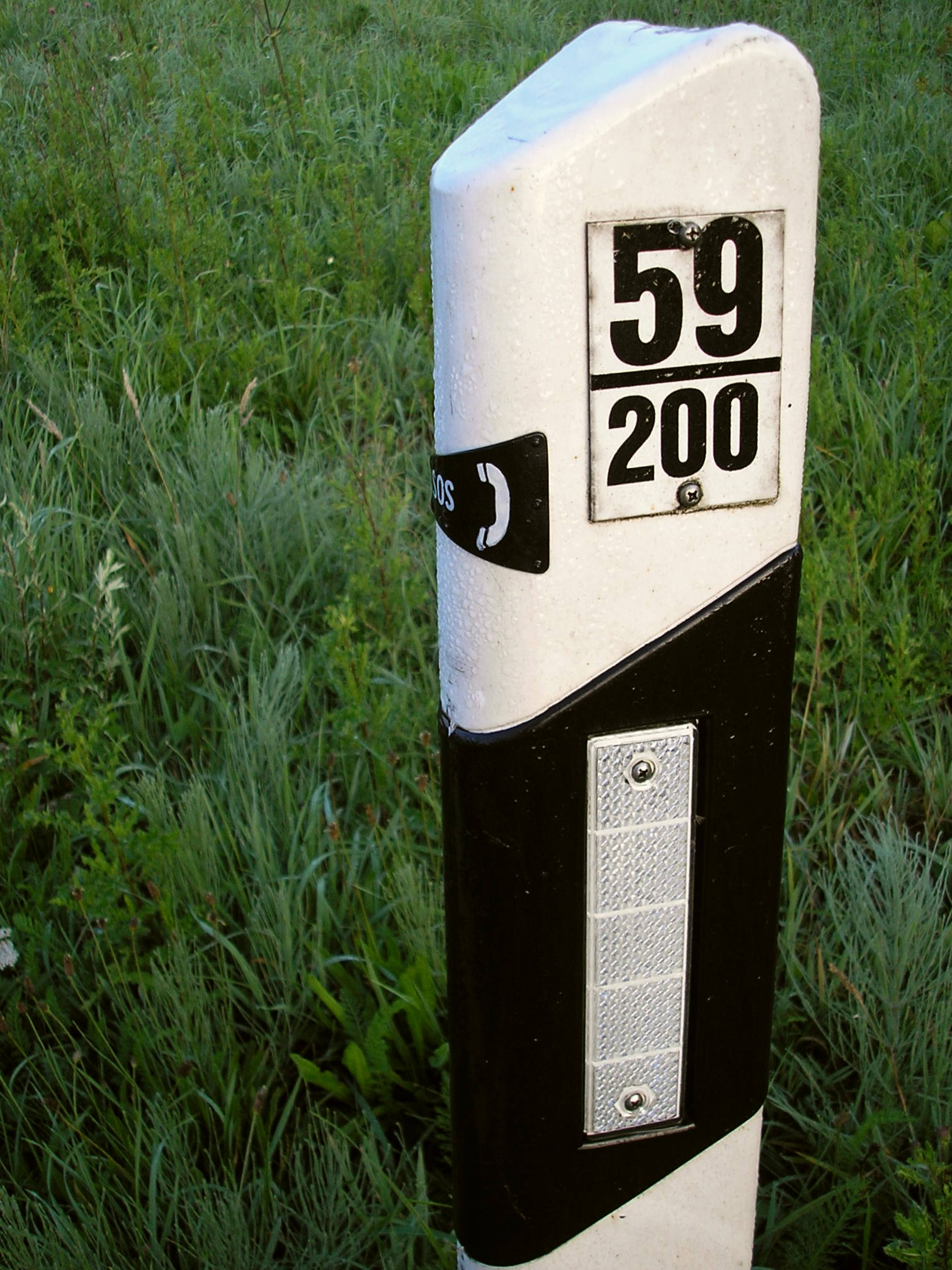
Richtungspfeil an einem Leitpfosten zur nächsten Notrufsäule

## Funktionsweise in Deutschland

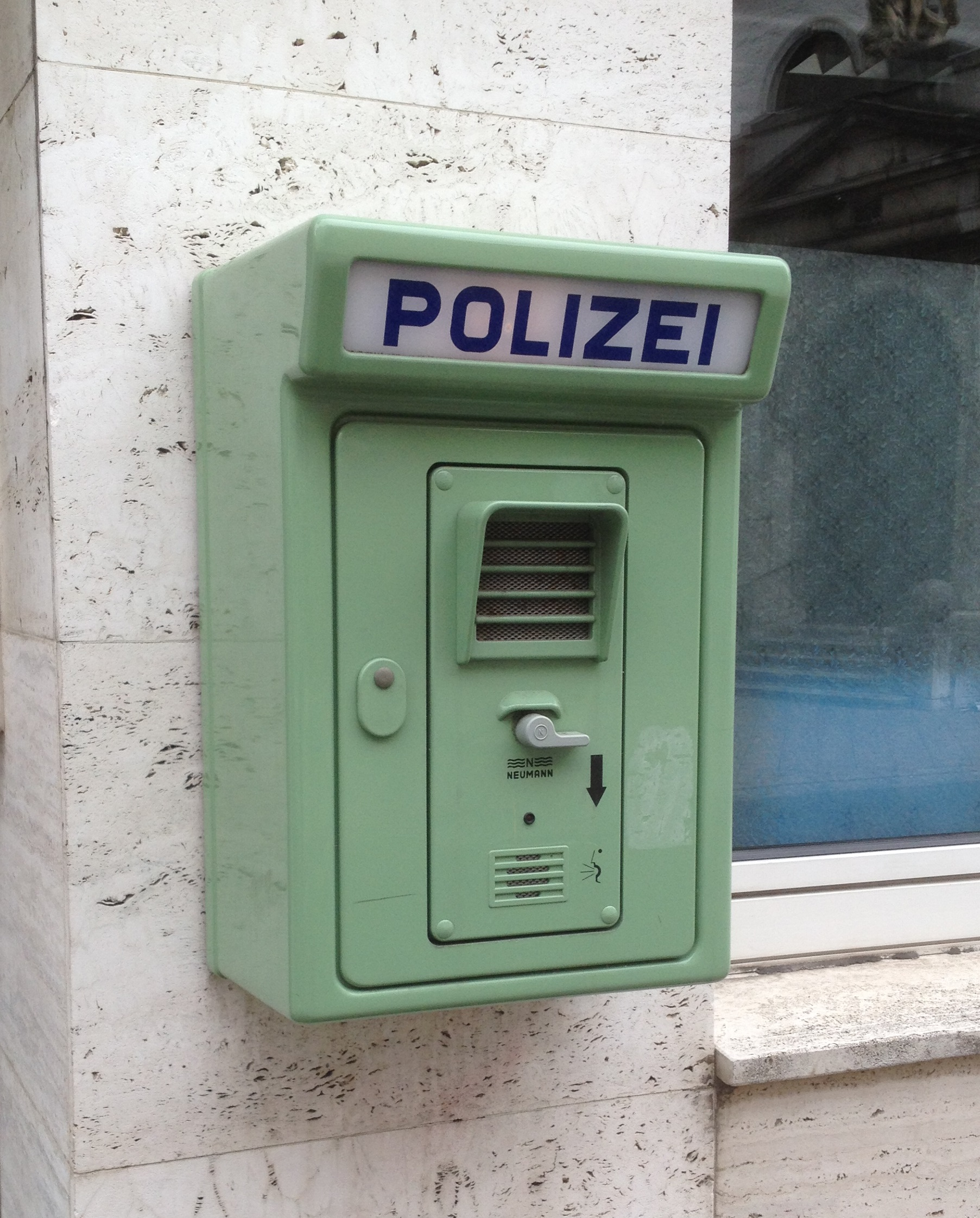
Polizeimelder der Firma Neumann, Mülheim (Ruhr) vor der Aachener Polizeiwache Jesuitenstraße, 2015

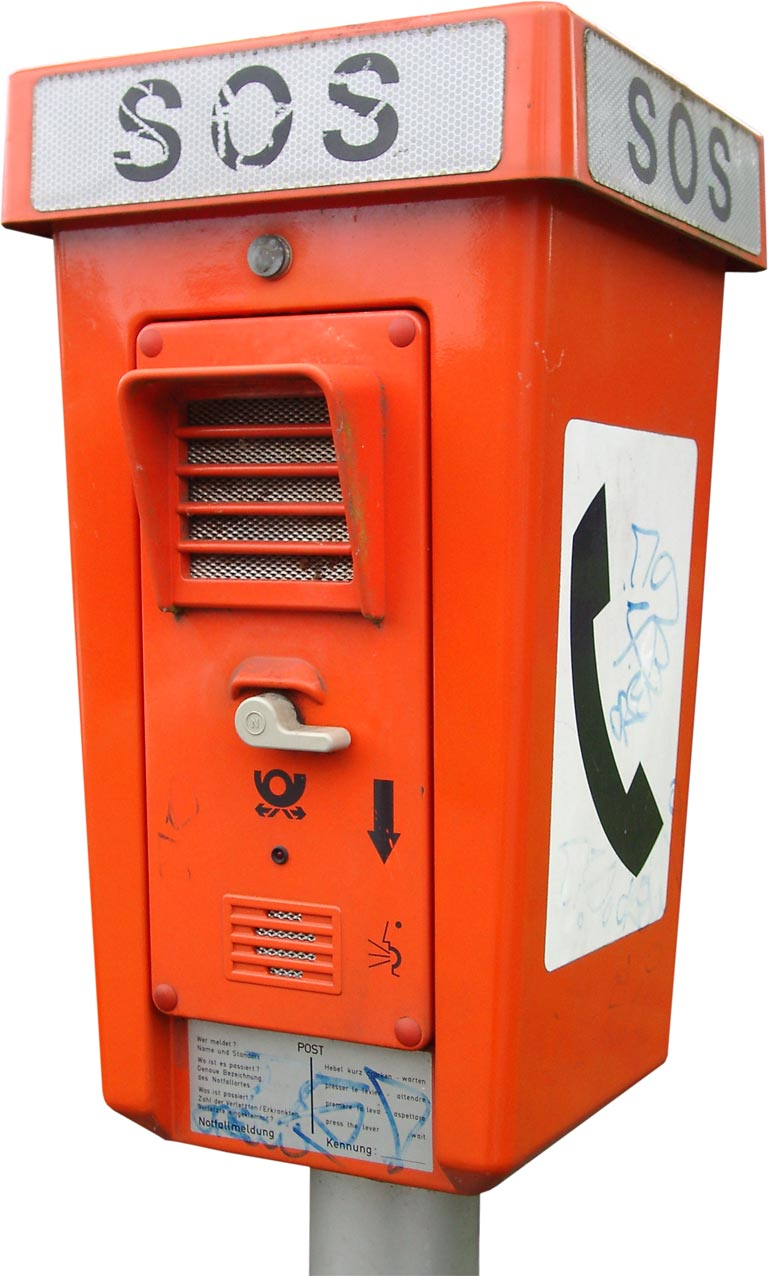
Nahaufnahme einer Notrufsäule

Eingehende Notrufe von den Säulen an den Autobahnen wurden bis 2023 vom Notruf der Autoversicherer entgegengenommen. 
Alle Standorte der Notrufsäulen sind geovermessen. So wird der Standort des Verkehrsteilnehmers beim Betätigen der Notrufsäule direkt auf den Bildschirmen in der Notrufzentrale angezeigt. Die Mitarbeiter in der Notrufzentrale nutzen die geografischen Informationen, damit schnell die gewünschte Hilfe organisiert werden kann. Ein Aufkleber an der Notrufsäule gibt ebenfalls Auskunft über deren Standort. Die Notrufsäulen verfügen entweder über eine Klappe, die angehoben werden muss, oder über zwei Tasten. Die rote Taste wird für Unfallnotrufe benutzt. Die Notrufzentrale bringt den Anrufer unmittelbar mit der örtlich zuständigen Polizei- oder Rettungsleitstelle in Kontakt. Eine Konferenzschaltung zwischen dem Verkehrsteilnehmer, der Polizei oder Rettungskräften sichert schnelle Hilfe vor Ort.
Bei Pannen hilft die gelbe Taste der Säule. Der eingegangene Pannenruf wird dann umgehend aufgenommen und Hilfe organisiert. Das ist, je nach Wunsch des Verkehrsteilnehmers, ein Automobilclub, ein Abschleppdienst über einen Pannenschutzbrief der Autoversicherung oder ein freier Hilfeleister aus der näheren Umgebung.
Die Notrufsäulen stehen im Abstand von 2 km. Wo die nächste Notrufsäule steht, zeigen die weißen Begrenzungspfähle entlang der Autobahnen. Schwarze Pfeile darauf weisen den Weg zur nächstgelegenen Säule.
Für den technischen Support der Säulen sind die zuständigen Fernmeldemeistereien der Landesstraßenbauverwaltungen verantwortlich.
Die einst rund 7.000 Notrufsäulen an den Bundes- und Landstraßen in Deutschland wurden von der Björn-Steiger-Stiftung und der Jürgen-Pegler-Stiftung betrieben. Die Abfrage erfolgte entweder vom Notruf der Autoversicherer oder von der zuständigen Polizei bzw. Rettungsleitstelle. Am 29. Juni 2011 teilte die Björn-Steiger-Stiftung mit, dass die Säulen in allen Bundesländern bis auf Baden-Württemberg bis Ende 2011 abgebaut würden. Bereits Mitte 2011 gab es nur noch 2.000 im Betrieb befindliche Notrufsäulen der Björn-Steiger-Stiftung. Sie seien nicht mehr finanzierbar und durch die zunehmende Nutzung mobiler Fernsprecher überflüssig geworden.
Dagegen ist über den Verbleib der etwa 16.000 Notrufsäulen an deutschen Autobahnen noch keine verbindliche Entscheidung getroffen; vorerst werden neugebaute Abschnitte nach wie vor mit Notrufsäulen ausgerüstet und der Bestand gepflegt (Stand 08.2022). Es wurde jedoch von der Autobahn-GmbH bereits kommuniziert, dass ein langfristiger Weiterbetrieb der Autobahn-Notruftechnik nicht weiterverfolgt wird – ein grober Zeitplan oder gar ein verbindliches Datum zur Abschaltung wurde aber nicht ausgegeben. Für besondere Gefahrenpunkte (z. B. Tunnel) wird deswegen bereits nach alternativen Techniken gesucht.
Des Weiteren laufen derzeit Modernisierungsmaßnahmen an der zentralen Technik. Zusätzlich wurden drei Studienprojekte ins Leben gerufen, ob in Zukunft die Infrastruktur des Autobahnnotrufnetzwerkes für weiterführende Verkehrstechnik genutzt werden könnte.
Zwei dieser Vorhaben sind derzeit im Status einer Machbarkeitsstudie. Lediglich bei einem der Projekte ist mittelfristig ein Praxistest auf der freien Strecke zu erwarten.
Die statistischen Rufzahlen von etwa 700 Betätigungen am Tag zeigen einen deutlichen Bedarf auf (Stand 2017). Besonders zu den Hauptreisezeiten werden die Notrufsäulen immer noch rege genutzt. Auch bei Überlastung der Mobilfunknetze (z. B. etwaige Großschadenslage oder defektes Festnetz) steigen die Rufzahlen im entsprechenden Umkreis signifikant an. Ebenso bei starkem Frost wird eine deutliche Rufzahlsteigerung verzeichnet. Die Rufzahlen sind während der COVID-19-Pandemie extrem stark eingebrochen, haben sich aber seit Frühjahr 2022 wieder stabilisiert.
Die meistgenutzte Notrufsäule war mit 263 Notrufen im Jahr 2016 eine Säule an der A5 zwischen Weiterstadt und Langen/Mörfelden-Walldorf bei Kilometer 513,3. Insgesamt wurden 2016 53.000 Notrufe getätigt.
Bei der Benutzung mancher Notrufsäulen (z. B. an den Autobahnen) ist es wichtig, die Kilometerzahl des aktuellen Straßenabschnitts mitzuteilen, um die eigene Position eindeutig zu definieren. Um die nächste Notrufsäule zu finden, sind an den Leitpfosten kleine Richtungspfeile angebracht, die anzeigen, wo sich die nähere Säule befindet.
Technisch gilt das System – ebenso wie Feuermelder – als „Sonderkommunikationsmittel“, da es anderen Anforderungen entspricht als übliche Festnetztelefone: Unter anderem werden Leitungswege bis zu 60.000 Meter ohne Verstärkung verlegt. Moderne Notruftelefone können per ISDN, Ethernet (IP-Telefonie) und auch per GSM mit einer Notrufleitstelle Kontakt aufnehmen. Bei diesen Geräten wird auch eine Standortkennung übertragen. Alle aktuell betriebenen Generationen sollen in der Lage sein, im Falle eines Notrufes den Standort des Telefons zu übermitteln. Neue Generationen ab dem Modell ANE 90 beherrschen ein einfaches Polling, das regelmäßig die Erreichbarkeit des Telefons prüft. Die aktuelle Generation ANE 2000 verfügt zudem über eine automatische Funktionskontrolle. Sie kann sich selbst (einschließlich Lautsprecher und Mikrofon) überprüfen, stellt die notwendige Verstärkung selbstständig ein und passt sie gegebenenfalls neu an. Auch ist es bei diesem Modell möglich, der Pannentaste und der Notruftaste unterschiedliche Empfänger zuzuordnen.
Bereits die Notrufsäulen des Typs ANE80 haben eine Standortsignalisierung, die jedoch störanfällig ist. Die Feststellung der Betriebsbereitschaft ist ausschließlich durch einen Probeanruf möglich. Die bundesweit letzte Bastion für ANE80-Technologie war die A95, südlich von München. Im Laufe des Herbst 2018 wurden hier ANE2000-Notrufsäulen aufgestellt.
Notruftelefone auf GSM-Basis sind gelegentlich auch im Betrieb, meist als Baustellen-Notlösung. Telefone mit Voice-over-IP-Technik werden zurzeit noch nicht in größerem Maße eingesetzt.
Das Problem bei VoIP-Notrufsäulen (z. B. ANE3000) ist der relativ hohe Energiebedarf der Netzwerk-Komponenten, die auch bei Stromausfall funktionieren müssen. Dieses macht diesen speziellen Typ nur für begrenzte Bereiche tauglich (z. B. Straßentunnels)
Notruftelefone, die sich außerhalb von Autobahnen befinden, sind in der Regel mittels des Kabelnetzes der Deutschen Telekom mit der Rettungsleitstelle oder der Polizei verbunden. Telefone, die von der Björn-Steiger-Stiftung betrieben werden, sind über das Mobilfunknetz mit einem Callcenter verbunden.
Die Deutsche Bahn AG betreibt eigene Notruftelefone, die zum Teil mittels Kabel, aber auch über GSM-R angebunden sind.

## Funktionsweise in Österreich

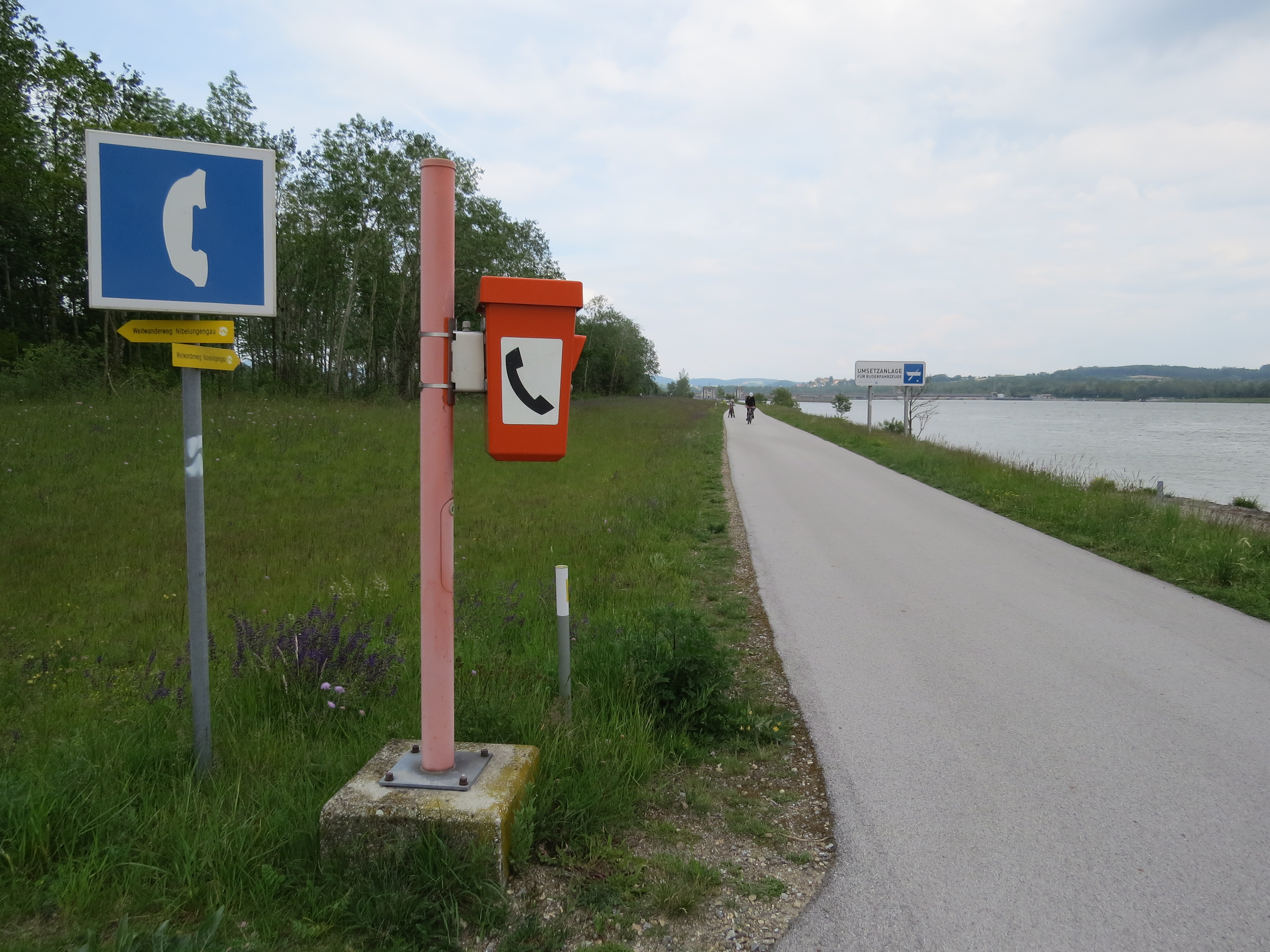
Telefonnotrufsäule am Donauradweg in Emmersdorf an der Donau, Österreich (2019)

In Österreich gibt es Notruftelefone nur auf Autobahnen und Schnellstraßen. Die Kilometerzahl ist nur auf den VoIP-Notrufsäulen – erkennbar an der eckigen Bauform – angegeben. Auf den alten Siemens-DTMF-Säulen ist die laufende Nummer der Notrufsäule groß angeschrieben. Der Notruf wird an die Straßenmeisterei der ASFINAG abgegeben. Sie haben außerdem einen Reflektor, kombiniert mit einem Blinklicht, das bei besonderen Gefahren, speziell bei Geisterfahrerwarnung blinkt. Säulen der ältesten Bauform hatten dazu Blitzröhren, die letzte Bauform verwendet LED-Technik. Notrufsäulen sind auf der Autobahn meist paarweise gegenüber aufgestellt, sodass niemand in Versuchung kommt, die Fahrbahnen zu Fuß zu überqueren. Die Telefone stehen auf Autobahnen und Schnellstraßen im Abstand von 1,5 km. Die Gehrichtung zur nächstliegenden Notrufsäule wird durch einen Dreieckspfeil an jedem Leitpfosten angezeigt.
Normalerweise sind Siemens-Notrufsäulen über Kupferkabel seitens der Autobahnmeisterei mit Strom versorgt. Die Übertragung erfolgt in 6-Draht-Technik. Eine Doppelader zur Übertragung des Gespräches – sie wird mit Spannung aus der Autobahnmeisterei versorgt, eine Doppelader zur Spannungsversorgung mit 48 V zum Laden der Notfallakkus, sowie eine Doppelader, welche zur Übertragung der Standortidentifizierung mittels DTMF-Signal dient. Auch das Positions- und Alarmblitzlicht im Säulenkopf wird mittels DTMF-Signal geschaltet. Diese aufwendige Lösung hat den Vorteil auch im spannungslosen Zustand ein sicheres Gespräch zur Autobahnmeisterei führen zu können. Es fehlt im Fehlerfall nur die automatische Standortkennung. Bis vor einigen Jahren wurden Säulen aus Kostengründen in einem „Master & Slave“-System installiert, in welchem immer einer Hauptsäule eine zweite untergeordnet war. Diese Bauart ist heute aber nur mehr sehr vereinzelt anzutreffen und wird auf Grund der Fehleranfälligkeit mehr und mehr verdrängt. Neuere Säulen (mit GSM-Anbindung) werden mit Solarzellen und Akku versorgt. In letzter Zeit werden bei Streckenumbauten die europaweit dem neuesten Stand der Technik entsprechenden VoIP-Säulen (Voice over IP) der Fabrikate IT-Technology GmbH (z. B.: A2, A8) und Siemens verbaut. Diese Säulen werden mittels Glasfasertechnik oder Ethernet über das Netzwerk an das verteilte Notrufserversystem (SaNORS) herangeführt. Die Signalisierung und Sprachübertragung erfolgen dabei über die VoIP-Standardprotokolle SIP/SDP (Session Initiation Protocol) und RTP (Realtime Transport Protocol), im Rahmen dessen auch die Steuerung (SDP) von Warnlichtern usw. effektiv durchgeführt werden kann. An sämtlichen Autobahnstrecken, wo Komplettsanierungen durchgeführt werden, wird auch auf diesen Standard aufgerüstet. Bevor die ASFINAG die Verwaltung der Autobahnen übernahm, fiel die Wartung der Notrufsäulen in die Verantwortung der ÖBB, da sie mehr Erfahrung mit Kommunikationseinrichtungen als die Straßenverwaltung hatten. Diese regelmäßigen Wartungen werden mittlerweile in Jahresverträgen an diverse Fremdunternehmen vergeben.
In Wien gab es 2015 durchschnittlich fünf Anrufe pro Tag. Im Juli und August mehr durch Flüchtlinge, die teilweise auf der Autobahn aus- oder abgesetzt worden sind, um selbst zu eruieren, wo sie sich befinden, oder um ein Taxi zu bestellen. Die Notrufsäulen gibt es seit fast 50 Jahren in Österreich.